# Кремно (левый приток Ужа)
Кремно (укр. Кремно) — левый приток реки Уж, протекающий по Коростенскому району Житомирской области Украины.

## География
Длина — 17 или 18 км. Площадь бассейна — 88,4 км². 
Берёт начало возле села Купище. Река течёт на восток, северо-восток, юго-восток, восток. Впадает в реку Уж (на 166-м км от её устья) в северо-восточной периферийной части города Коростень. 
Пойма очагами занята лесами, болотами и лугами. 
Населённые пункты на реке (от истока к устью):
Коростенский район — Коростенская городская община
1. Купище
2. Жабче
3. Кожуховка
4. Чигири[3]
5. город Коростень